# 헤우게순

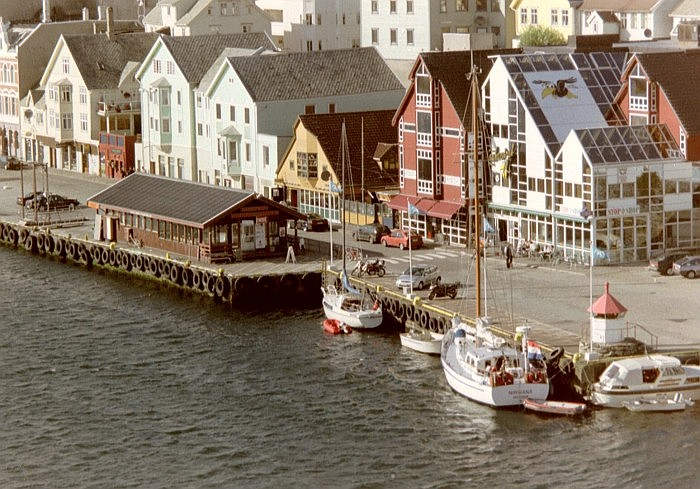
헤우게순

로갈란 주에 표시된 헤우게순의 위치

헤우게순(노르웨이어: Haugesund)은 노르웨이 로갈란주에 위치한 도시로, 면적은 73km2, 인구는 34,619명(2011년 기준), 인구 밀도는 509명/km2이다.

시 문장

## 자매 도시
- 덴마크 쇨레뢰드
- 스웨덴 위스타드
- 핀란드 에케내스
- 독일 엠덴